# エドゥアール・ボイリー
エドゥアール・ボイリー（Édouard Boilly、1799年11月14日 - 1854年）はフランスのオペラ作曲家である。

## 経歴
ボイリーは画家の家系にパリで生まれた。祖父のアルヌール・ボイリーは木工彫刻家で、父親は画家のルイ・レオポルド・ボイリーであった。兄弟には画家のジュリアン＝レオポルド・ボイリー、グラフィックアーティストのアルフォンス・ボイリーがおり、異母兄弟シモンの息子である甥のウジェーヌ・ボイリーは肖像画と歴史画家として知られるようになった。ボイリーも若い頃は画家やグラフィックアーティストとして活動していたが、ベルサイユ大学を経て、パリ音楽院でフランソワ＝ジョゼフ・フェティスからは対位法、フランソワ＝アドリアン・ボワデューからは作曲を学ぶ。1823年カンタータ『ピラミッドとティスベ』でローマ賞を受賞した。
ローマのヴィラ・メディチでの滞在とドイツへの旅行を経て、1826年にパリに定住した。ここでは特にリセ・ルイ・ル・グランでピアノ教師として働き、パリ音楽院でコレペティートルとして働いた。
ボイリーのオペラ・コミック 『副知事のボール』(Le Bal du sous-préfet) は 1844年にオペラ・コミック座で上演され、成功を収めた。その他の作品は紛失している。
1854年、ボイリーはパリで死去した。